# Bulinus succinoides
Bulinus succinoides је пуж из реда Hygrophila. 

## Угроженост
Ова врста се сматра угроженом.

## Распрострањење
Ареал врсте је ограничен на једну државу. 
Малави је једино познато природно станиште врсте.

## Станиште
Станиште врсте су слатководна подручја. 